# ソグディアナ攻防戦
ソグディアナ攻防戦（ソグディアナこうぼうせん）は、紀元前327年にアレクサンドロス3世のペルシャ遠征中にバクトリアの北部のソグティアナ（サマルカンド近郊）にある要塞で行われた戦いである。

## 背景
バクトリアのオクシュアルテスは難攻不落と考えられ、長期の包囲にも備えた要塞に妻と娘たちを逃した。この娘の1人がロクサネである。
アレクサンドロスが守備隊に降伏を提案したが、彼らは拒否した。この時、守備隊はこの要塞を陥落させるには”翼を持った兵士”が必要だとアレクサンドロスに告げた。

## 包囲
アレクサンドロスは要塞の絶壁を登ることができたら報酬を出すことを約束して、志願兵を募集した。過去の包囲戦で崖登りの経験を持っていた兵士は300名ほどいた。テントの杭と強い亜麻の縄を使うことで、彼らは夜間に絶壁を上り、崖登り中に30名を失った。アレクサンドロスの命令に従い、崖を登ることに成功した兵士たちは崖下の兵士達にリネンの布切れで信号を送り、アレクサンドロスはもし敵が崖上の兵士を見上げたなら、翼を持った兵士を見つけたと理解させるために敵の守備隊に使者を送った。崖上の兵士が敵の100分の1に満たない兵力でかつ、アレクサンドロスの主軍が崖を登る方法がなかったとしても、敵の守備隊はとても驚き、彼らの士気は挫かれ降伏した。守備隊はこの岩を難攻不落の要塞だと考えたが、アレクサンドロスの大胆な攻撃によってそれが幻想だと思い知らされた。敵の速やかな降伏はアレクサンドロスの戦争心理に対する洞察によってもたらされたものであった。

## 結果
アレクサンドロスはロクサネに一目惚れした。ロクサネを見たマケドニア人たちはロクサネをダレイオスの妻を除いて最も美しい女性とみなした。
アレクサンドロスはソグディアナ岩からパルセタケネへと進軍した。バルセタケネは難攻不落の岩の要塞として知られるチョリエネスの岩を含むと想像された。しかしアレクサンドロスの敵ではなく、すぐに陥落させることができた。アレクサンドロスはさらにバルフへと向かった。パルセタケネとの講和を終わらせるために、クラテロスに師団を率いらせた。一方アレクサンドロスはパルフに残ったまま、ヒンドゥークシュ山脈を登り、インドへと遠征するための準備を進めていた。アレクサンドロスはパルフにいる間に、ロクサネと結婚した。

## 歴史
この包囲については多くの歴史家が記述しているが、ギリシャ人歴史家のアッリアノスが記述したアレクサンドロス東征記 (4..18.4-19.6) 歴史を元にしている。しかしP.J.ロードスは以下のように指摘している。”328年と327年の初めについての説明が欠けているため、別の伝承に従ったほうがよい。もう一つの伝承は328年の夏にアリマゼス岩とシシミスレス岩に対して行った戦略をソグティアナとチョリエネスの岩でも同様に行ったというものである。”